# Prothema astutum
Prothema astutum es una especie de escarabajo longicornio del género Prothema, tribu Prothemini, subfamilia Cerambycinae. Fue descrita científicamente por Holzschuh en 2011.
La especie se mantiene activa durante el mes de mayo.

## Descripción
Mide 11,9-14,5 milímetros de longitud.

## Distribución
Se distribuye por China.